# 同時性雙語
同時性雙語（英語：Simultaneous bilingualism），亦稱同時發生的雙語，是多語主義的一種形式，即當一個孩子從出生起便學習兩種語言即為同時發生的雙語。據安尼克德Houwer《兒童語言的手冊》在一篇文章中，同時發生的雙語發生在“小孩在兩歲前定期接受收到兩種語言且此後仍定期接觸此兩種語言，直到語言發展的最後階段 ”。 此兩種語言都以第一語言的形式被習得。相對於接續性雙語，其中第二語言沒有以母語的形式被習得，而是被視為一門外語 。

## 流行性

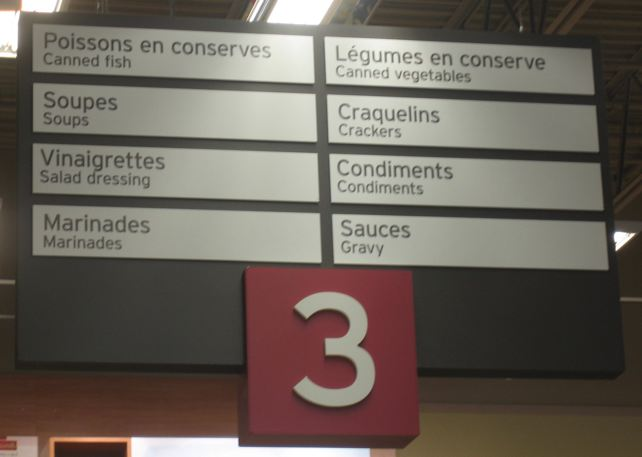
在魁北克超市雙語標誌

據估計，世界上有一半的人是功能性雙語人士，而其中大多數是以兩種語言為其母語。 Wölck指出，有許多“本土雙語社區”，通常是在南美洲，非洲和亞洲，其中“ 單語的規範可能找不到或不存在。”

## 關於同時發生的雙語的信念
一些關於雙語主義的普遍誤解，其一為雙語兒童對於所學之任一語言不會達到母語般的專精程度，他們所學之雙語將將不利於他們的認知發展。 在20世紀初，許多研究發現，同時發生的雙語兒童的“語言障礙”的證據，顯示雙語主義與低智商有所關聯。然而，許多這些研究存在嚴重的方法學缺陷。例如，有些與雙語主義相關的研究並沒有解釋到受到良好教育，上流社會階層的單語孩童以及低教育程度（通常為移民）的雙語孩童之間的社經差異。
最近有些關於同時發生的雙語一些研究，實際上已經發現，他們有具有認知上的優勢，特別是在認知靈活性方面，分析能力，和後設語言意識。
儘管有這些發現，許多治療師及其他專業人士認為，同時發生的雙語不利於兒童的認知發展。有些人認為，只學習一種語言，直到其口語流利，然後納入第二語言，是較好的雙語模式。在另外一些人認為孩童們，是否為同時發生的雙語人士與否，仍然有許多值得探討的問題。有些雙語家庭，時常因為聽到權威人士對於同時性雙語的負面看法，便停止對他們的小孩說其中一種語言。 
許多人曾提出擔憂，孩童被暴露在一種以上的語言會引起混亂，會因而導致雙語兒童在語言發展上會落後單語同齡兒童，落後於語言的發展。但許多研究經駁斥了這種說法。雙語兒童在語言學習上，也能與單語兒童一起到達重要的里程碑，包括當他們說他們的第一個字，當他們說他們的第一個電報短語，當他們獲得五十每種語言的單語發展的“變異正常範圍”的話中之詞彙。    這是雙語人士的詞彙總體分析，因為才是對於雙語語言發展的更準確，更適當的分析方法。只分析單一一個雙語人士的語言發展，將嚴重低估了其真實的詞彙知識。
注意，在一個語言的任何詞彙赤字由知識在其他語言可能填補，這表明一個可能性，也就是雙語人士知道比單語人士更多的詞彙。為此，研究人員強調雙語整體評估詞彙的重要性，因為只有單一一個雙語人士的語言知識是不夠精確的，而在整體詞彙的進行中，同時發生的雙語兒童，在語言發展歷程上，單語兒童並無任何差異。

## 重要性
研究雙語主義是非常重要的一件事，因為它對於雙語兒童在學校的學術表現有一定的影響。研究表明，詞彙量的多寡是學習成績和識字的指標。如同大家所知，不同的語境可以導致每種語言詞彙的差異。儘管存在這些差異，表明，雙語兒童不一定在學業表現上會處於不利地位，因為他們對用於其學習的語言其實較好地領略能力。無論如何，家庭中所使用的詞彙仍然學術表現息息相關，讓詞彙習得獲得更好的平衡，便能夠使用兩種語言進行有效的溝通。
由於對語言習得環境的影響，重要的是，所有的語言都重視要有適當的雙語增長的支持。這包括適當的資源，鼓勵孩童學習和以及使用多種語言。這種情況在美國尤其困難，因為有許多家庭社經地位較的孩童，他們並沒有足夠的資元能夠去就讀雙語小學或是學習其他的雙語。
正如許多研究顯示，語境對於雙語人士的詞彙是非常重要的。在不同環境下，與本身母語不是英語的孩童說英語，能讓他們在每種語言獲得更飽滿的詞彙。此外，讓孩童在某特定語言能夠與更多不同的人對話互動，會使他們有更多機會在不同的語境下學習。有研究對流行的“一父（母）一語”的做法提出駁斥，因為此種做法限制了一個孩子學習以及互動和使用的某特定語言的機會。

## 雙語習得
據德Houwer，對於同時雙語沒有既定的正常發展格局。但是，類似的語言發展模式已經出現在雙語和單語的孩子。 語言中同時雙語採集通常需要曝光的兩種常見形式為第二語言：
- 一個一人一語言模式，其中每個父母只在兩種語言中的一個孩子或通信
- 雙方父母講兩種語言給孩子。

### 同時發生的雙語之習得
雙語語言習得影響最大的因素是家長說自己的孩子的語言，然後由其他人員孩子所接觸使用的語言。這種語言曝光被稱為可理解性輸入。在1984年版的《雙語教育系列論文》，卡羅琳凱斯勒稱，兒童發展得更快，其中用得最多在其環境中的語言”，這可能會或可能不會反映周圍社區的語言。然而，雙語採集也可以通過輸入的量，輸入的分離，以及輸入的穩定性，以及對雙語態度影響。

#### 語言輸入量
考慮輸入量，因為不僅做每個人對雙語影響的語言是很重要的;每個時間主要輸入載波與孩子也具有效果花費的量。
它可以是曝光量到為雙語子是否類似發展到單語子在每個這些語言的因子每種語言。研究表明，誰接觸少一門語言的孩子有這種語言“為顯著低於接受性詞彙的分數。” 與此相反，雙語兒童的接受性詞彙不出現是從單語兒童不同的，當他們的語言曝光的40％至60％是該語言。每種語言詞彙量的大小似乎是由兩個“曝光的頻率”，並以該語言“，在曝光方面的分歧”而受到影響。接觸不同的環境提供了雙語兒童學習更多的單詞更多的機會。誰接觸到更多的一種語言比另一雙語將在任務同樣執行該語言的單語，但它們將在其他語言的詞彙滯後 。
除了曝光，研究已經表明，該語言曝光和語言使用的上下文中也影響詞彙。特別是，研究表明，詞彙似乎被一個“家語境”與一個“學校環境”中分離出來，取決於用什麼語言輸入，他們在每個獲得。因為這個圖案跨與不同的語言背景的兒童看到的，這表明在接受性詞彙的差異不能歸因於不同的文化背景，這已被建議作為一種替代解釋。

#### 語言輸入的分離
有一個頻譜從零到由人的語言完全分離範圍。通常情況下，同時雙語孩子的情況則介於中間 。一些語言專家，從20世紀初約會時，都堅持認為，以方便雙語收購的最好辦法是讓每個主輸入載波（通常是父母）用一個且只有一個與孩子的語言。通過讓每個父母講兩種語言的一種，這種方法（被稱為“一人一語”的方法 ）試圖妨礙子女混淆了兩種語言。
然而，由於缺乏通過人的語言的分離並不必然導致失敗兩種語言進行有效溝通。進一步的研究表明，一“一人一語言”的方法可能不是必要的，才會發生語言系統的早期分離。孩子似乎能夠分清兩種語言本身。
已經有語言上的分離等方法進行的研究很少。德Houwer指出，輸入可能的情況分開：“在家裡，但瑞典裡面所有家庭成員的芬蘭說了一次，他們在外面”為例。

#### 輸入穩定
在孩子的語言環境中的變化可以觸發語言減員。有時，當一種語言輸入開發的最後階段之前丟失，孩子可能會失去說話“丟失”的語言表達能力。這使得他們能說只有其他語言，但完全能夠理解兩者。

#### 態度
父母的期望和對語言發展的知識可以在同時提高雙語兒童的工具。對“自己的角色和語言選項”父母的態度也起到了孩子的語言發展的一部分。孩子的大家庭和朋友的態度已被證明成功的影響雙語。
到一個語言也重視程度，對語言習得的雙語兒童的作用。被認為更有用或更重要的將主導雙語心理詞庫而更受輕視的人不會被收購為完全的語言。有研究表明，孩子們在他們被稱為“少數民族”語言，而孩子們表現出的“多數”語言的單語般的發展呈現速度較慢接受性詞彙的發展。這被歸因於缺乏機會，雙語者已經可用於收購和“少數民族”語言的發展。 
其他的研究已經發現，在兩種語言被重視一個方面，語言的採集不受影響。這可能是因為有使用兩種語言更多的機會。 
這些差異顯示出對詞彙習得語言的地位的重要意義，因為它們表明值少的語言將無法獲得相同的程度更看重的語言。通過這種方式，重要的是要珍惜所有的語言，以便全面掌握一種以上的語言。

## 同時雙語習得理論

### 單一語言系統假說
弗吉尼亞沃爾泰拉和Traute Taeschner提出一個有影響力的的研究於1978年，並主張雙語兒童，其中兩種語言詞彙混入語言之間最終的結構性分化階段移動。  他們推測，直到兩歲，一個孩子沒有語言的區分。有這個假設確定的3個主要階段：
第一階段 -  L1和L2包括一個語言系統中，直到大約3歲。
第二階段 -  L1詞彙從L2分離，但語法仍然是一種語言
第三階段 - 語言系統變得有區別的。孩子是完全的雙語
這種“單一語言系統假說”，已在世界上的語言很多爭論的主題。  自出版以來，該系統已經名譽掃地了，現在目前的語言學證據指向兩個不同的語言系統。 

### 雙語言系統假說
與此相反，雙語言系統假說認為雙語具有L1和L2它們權利學習從開始一個單獨的系統，因此，這兩種語言可以同時獲得的。研究詞彙的發展一般都提供了這一理論的有力支持。在早期語言發展和英語的孩子學習的每一個概念一個任期，所以做了雙語的孩子，只是雙語的孩子這樣做的L1和L2，因此他們知道，也有類似的含義是相同的概念，這是兩個語言術語也被稱為平移當量。同義詞的意識不出現，直到晚得多的時代。例如，他們知道，在西班牙這兩個“二”的英文和“DOS”是指數字號碼“2”。

## 雙語習得與單語習得
兒童語言習得的同時補充雙語一般（單語）的理論研究。它特別闡明語言輸入的語言發展的性質至關重要的作用。這表示語言輸入的形式必須是單語類似的影響力。 

### 難點
然而，已經證明是困難的，比較單語和雙語發展，有許多原因：
- 許多語言沒有什麼數據
- 存在的數據可能並不代表的兒童的正常人群
- 有在文獻中關於正常單語發展矛盾
- 有大量的雙語和多語孩子之間的變量，除了語言的數量他們說[40]
- 它可以是難以普遍發展過程 ES和語言傳遞的情況下，來區分[41]

### 發現
邁澤爾聲稱“沒有理由相信，語言發展的基本原則和機制[中雙語]與那些由單語用質的不同。”Döpke已經推測促進單一語言開發的溝通風格是一大變數成功的雙語發展。邁澤爾在1990年的一篇文章，提出了“雙語往往更注重語言的形式方面，因此能夠更快地掌握一定的語法結構比許多或大部分單語。”
已被廣泛研究語言習得的一個領域是利用歧啟發式，它是傾向兒童為“一種新的字與一個新的對象相關聯”的。這種傾向在單語兒童進行了無數次研究中觀察到;然而，似乎雙語兒童或者有些使用或根本不使用它。
研究了48 17和18個月大的單語（英語），雙語，三語（22多種語言）嬰幼兒對歧義比較它們的模式。他們研究嬰兒在這個年齡，因為這是當啟發式已經顯示出現在單語嬰兒。此外，他們還研究了從多個不同語言背景的雙語表明該方式是不特定語言但總的來說，而特色雙語的。他們發現，單語顯示歧義，有點雙語和trilinguals沒有。拜爾斯-海因萊因＆Werker（2009）推測，這是翻譯當量（知道名字中一種以上語言的東西）的特別的效果，為“它們代表從字和概念之間的一對一的映射的背離該是典型的單語詞彙表“（第820）的。事實上，在被進行了後來的研究在17-18個月之久的中國英雙語的嬰兒，結果表明，解疑沒有在嬰幼兒出現誰“理解翻譯為等值他們在詞彙一半以上的話“（407頁），而歧發生在誰知道那些較少的翻譯等值。他們還提出，反向可能是可能的，即誰採用的啟發式分別認為確實取得因為高一級一對一映射的翻譯當量的那些嬰兒。也表示，消除歧義和語言曝光不相關，但翻譯當量的存在或不存在可通過暴露在孩子得到每種語言的量歸因。特別是，如果孩子在兩種語言接收更多的曝光，它們很可能具有這兩個詞給定對象或概念，但如果他們有一種語言少暴露他們可能會缺乏翻譯當量的適當的量，從而表現出消歧。

## 雙語詞彙交涉
一個特別有趣的方面是確定結構是如何在詞彙與雙語單語的大腦中表示，作為雙語必須映射兩種不同的語言。特別是，研究人員一直感興趣的是確定，如果一個雙語人對每種語言或含有一二單獨的詞彙。發現，將是另一個在接收到的輸入孩子的語言是確定如何獨立的一種語言中的“重要孩子的心靈”（第646）。研究如何詞項在一個雙語的大腦被訪問往往走向混合表示，那裡是互聯互通和兩個詞彙的一些重疊，但其他項目保持分開。
激活擴散，在那裡當他們的鄰居被激活類似概念被激活的過程，是詞彙訪問一個被廣泛接受的模式。它已被證明在這兩個單語或雙語的個人，與雙語表示期間語言研究任務兩種語言激活。多項研究表明，雙語更迅速地識別同源詞比非同源詞，特別是相同的同源詞，它產生作用最強。當參與者知道時間提前是什麼語言的目標詞將是這些影響甚至發生 。儘管具體的語境中，這兩種語言被激活，這表明詞彙訪問沒有特定語言和自上而下的加工是詞彙通達重要。研究結果表明，活化的發生交叉語言的量相關的語言的翻譯當量之間的相似性。
這些結果表明，當雙語閱讀句子，句子的語言並不一定作為一個早期線索對個人的詞彙搜索到一種語言或其他的限制。相反，這個決定是後來進行。這類似於在單語語義啟動。當單語讀句子語義模糊的（例如，在句子中他看到了錯誤“錯誤”可能意味著昆蟲或可能意味著一個間諜裝置），他們將主要的字都含義，再後來它縮小一。它是第一並行處理，然後一個串行的過程。當雙語閱讀句子，他們經歷類似的過程與語言去解釋這句話。
在雙語腦兩種語言的這個互連也可以對方式的概念的效果是在雙語記表示。還有的是，似乎在雙語大腦發生相互影響。通過雙語分類的研究表明，類在雙語的大腦簡單化相比，單語。具體來說，對應的類中心（典型範例類的例子）更接近在一起雙語單語相比。此外，雙語顯示具有“較不複雜的類別邊界”（第270），這是在典型範例將被放置，並且“更多類似相應類別的中心”比單語（第288）的圖案。這顯示了相互影響的兩個語言可以對在大腦的概念表示。
許多人認為，雙語者在他們的詞彙表示比單語（比亞韋斯托克，六合，皮茨，與陽，2010; Ameel，麥芽，風暴，和Van Assche的，2009年），弱連接。據認為，這是因為雙語得到較少實踐各語言，因為他們使用的每個通常小於一個單語人使用他們的語言，給他們的機會“，接收在每一種語言反饋”和加深單詞和它們之間的“映射半在每一種語言”（第對象。
跨語言激活的結果可以被用來作為一個雙語人的語言互聯在他們的心理詞彙模型的支持。這兩種語言都是“不分離和封裝的”，而是“相互聯繫，受互動”

### 可能的模型詞彙表徵
範·霍爾岑涉及以下內容： 
詞彙通達的雙語模型（BIMOLA） 
該模型表明有中英文雙語腦（對兩個“獨立但相互關聯的詞彙。”583）。然而，這是通過由馮霍爾岑＆摩尼（2012）完成，因為它不提供一個可能的機制來解釋跨語言激活的詞彙訪問研究觀察的研究掃地。
從多維互動交涉處理的豐富信息（PRIMIR） 
該模型表明，基於語言輸入的不同特點組織了一個集成的唱機詞彙系統。這種模式“可以讓您在跨語言的影響，同時還注意到強中語言的影響”（馮霍爾岑和瑪尼，2012年，頁583）
修正後的分層模型 
該模型表明，第一語言文字鏈接到的概念，而第二語言文字直接鏈接到第一語言的話，不是概念，而是更大的熟練程度和技術人員已經在第二語言，更大的鏈接將成為實際的概念他們自己。這種模式也可以通過對第二語言習得做，因為當人們在以後的生活學習新的語言，他們將學習翻譯現金等價物和學習的基礎上他們的第一語言的話有什麼特定的詞的意思的研究支持。
雙語互動激活+模型 
這個模型類似於訂正分層模型，並提出一雙語個體的詞彙是集成的，含有兩種語言詞語的這佔期間語言任務兩種語言的同時並行激活，語言的語義處理後期激活，以及缺乏的代碼轉換效果。這種缺乏代碼轉換成本特別適用，因為他們認為，不同的詞典會導致反應時間較慢，這是不是在調查結果顯示。

## 統御
雖然同時雙語孩子學習一次兩種語言，這並不意味著他或她講他們具有相同的能力。這是常見的年輕雙語同時要在比其他一種語言比較精通，這可能與每一個孩子的親屬接觸到每種語言;例如，許多雙語兒童都是在母親的比父親的語言比較精通，可以說是因為他們的母親承擔大部分照顧孩子的責任和/或乾脆花更多的時間與自己的孩子。佔主導地位的語言幾乎總是由孩子（一般是孩子受教育的語言）交互的人的數量最多使用的語言。孩子看到這種語言作為最有效，最開始青睞它。然而，他們的主導語言不一定是他們的L1。此外，它可以顯示語言優勢以一種語言在其他語言的另一個域中的一個域和主導地位。例如，一個孩子可能在他或她在家中的L1佔優勢，但在學校的背景下，他或她的L2變為正在使用的主要語言。

## 語言轉換
當一個孩子結合一個以上的語言即為語言轉換 。這種現象也出現在雙語成年人。雙語兒童最常在一個句子的中間切換語言。
語言轉換有幾個原因：

### 社會規範
語言轉換同時也與雙語兒童的社會化過程息息相關。據Poplack，根據情況以及聽者的感知能力，雙語感知語言規範雙語孩子的語言轉換。

### 家長互動
孩子們會反映他們的父母在講話的這一方面。如果孩子的父母在其口語表達中常有語言轉換，這將影響孩子對於語言混合的適切性。

### 出處
1. ↑   Wölck1987年，第9。
2. ↑   Tucker和D'Anglejan QTD。迪亞茲1984年，頁。 24。
3. ↑  迪亞茲1984年，第25。
4. ↑  迪亞茲1984年，第35。
5. ↑  迪亞茲1984年，第36。
6. ↑  迪亞茲1984年，第37。
7. 1 2  德Houwer 1996年，仲。2
8. ↑  杰納西＆Nicoladis，2007年
9. ↑  皮爾遜＆費爾南德斯，1994
10. 1 2  比亞韋斯托克，六合，皮茨，與陽（2010）
11. ↑  比亞韋斯托克，六合，皮茨，楊，2010＆
12. ↑  麥克勞德，法比亞諾-史密斯，Boegner頁，與Fontolliet的（2013）
13. 1 2  德Houwer 1996年，仲。7.
14. 1 2   Taeschner 1983年，第198。
15. ↑  .   [March 22, 2012]. （50_Bilingualism.pdf 原始内容 请检查|url=值 (帮助) (PDF)存档于2012年3月18日）.
16. ↑  羅曼1989年頁。 166-8。
17. 1 2  凱斯勒QTD。 1996年德Houwer，秒。4.3。
18. ↑  蘭扎QTD。 1996年德Houwer，秒。4.1。
19. ↑  麥克勞德，法比亞諾-史密斯，Boegner頁，與Fontolliet，2013年，第133頁
20. ↑  杰納西＆Nicoladis，2007，p.336
21. ↑  繖形花序，1992年
22. ↑  霍夫，2012
23. ↑  比亞韋斯托克，2010
24. ↑  德Houwer 1996年，仲。4.2。
25. ↑  加西亞QTD。 1996年德Houwer，秒。4.2。
26. ↑  德Houwer 1996秒。5.3。
27. ↑  德Houwer 1996秒。4.2。
28. ↑  德Houwer 1996年，仲。4.5。
29. ↑  羅曼1989年，頁。 213。
30. ↑  麥克勞德，2013
31. ↑  繖形花序，1992
32. ↑  沃爾泰拉和Taeschner 1978年。
33. 1 2  德Houwer 1996年，仲。5.2。
34. ↑  .   [March 22, 2012]. （原始内容存档于2011年9月5日）.
35. ↑  杰納西，F。（1989年）。早期雙語發展：一是語言還是兩個？[中國兒童的語言，6，161-179。
36. ↑   Nicoladis，E.＆海賽科，G.（1998）。翻譯當量在雙語家庭的語碼轉換的作用。在A.格林希爾，M.休斯，H利特，＆H.沃爾什（編輯），在第22屆波士頓大學會議語言發展（第紀要。576-585）。薩默維爾，MA：Cascadilla出版社。
37. ↑   Nicoladis，E.＆杰納西，F。（1996年）。雙語溝通策略和語言優勢。在斯特林A.，D Cahana-Amitay，E·休斯，＆A. Zukowski向（編輯），第20屆波士頓大學會議語言發展論文集（第518-527）。薩默維爾，MA：Cascadilla出版社。
38. ↑  杰納西，F＆Nicoladis，E.（1995年）。  語言開發雙語學前兒童。在E.加西亞＆B.麥克拉弗林（編輯），會議語言和文化多樣性（PP的挑戰。33紐約：師範學院出版社。
39. ↑  德Houwer 1996年秒。5.3.3。
40. ↑  德Houwer 1996年，仲。5.3。
41. ↑  邁澤爾QTD。 1996年德Houwer，秒。5.3.3。
42. ↑   DöpkeQTD。 1996年德Houwer，秒。{0}{1}4。4.{/1}{/0}
43. ↑   QTD。 1996年德Houwer，秒。2
44. ↑  拜爾斯-海因萊因和Werker，2009年，頁。 815
45. ↑  拜爾斯-海因萊因和Werker（2009）
46. ↑  拜爾斯-海因萊因和Werker（2013年
47. ↑  拜爾斯-海因萊因和Werker（2013年）
48. ↑  皮爾遜和費爾南德斯（1994年）
49. ↑   Duyck，2007
50. 1 2  馮霍爾岑，2012
51. ↑   Gullifer，2013
52. ↑   Duyck，Assche的，Drieghe，Hartsuiker，2007＆
53. 1 2 3   Ameel，2009年
54. ↑   GUullifer，2013
55. ↑   Taeschner 1983年，第4。
56. ↑  德Houwer 1996年秒。6.
57. ↑  德Houwer 1996秒。6.
58. ↑   Poplack QTD。 1996年德Houwer，秒。6.
59. ↑  蘭扎QTD。 1996年德Houwer，秒。{0}{1}4。4.{/1}{/0}